# Beaulieu-Marconnay

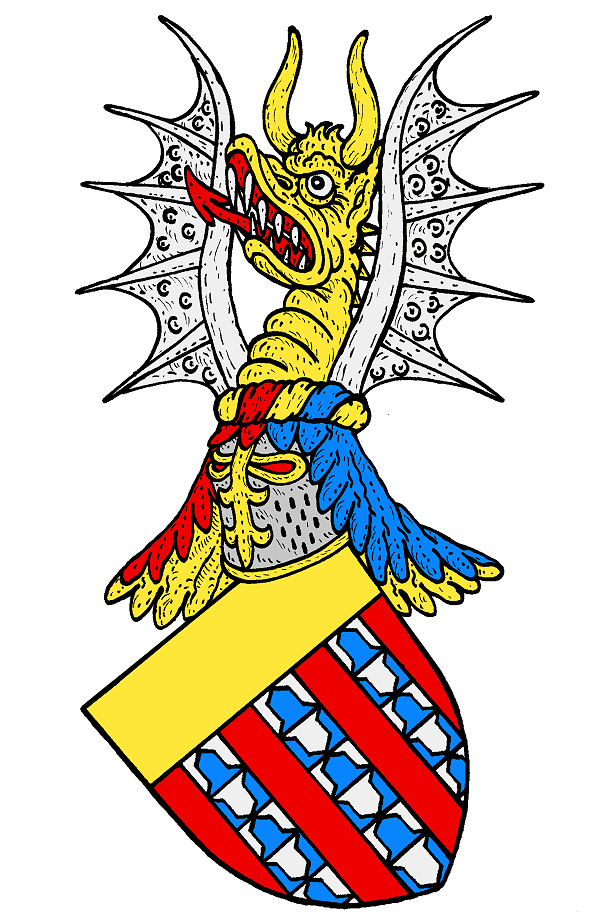
Wappen derer von Beaulieu-Marconnay

Beaulieu-Marconnay ist der Name eines ursprünglich französischen Adelsgeschlechts. Die Familie gehörte zum Uradel des Poitou. Der Stammsitz, Schloss Marconnay, liegt nahe der Gemeinde Sanxay im Département Vienne.

## Geschichte
Der Name Marconnay wird bereits im 12. Jahrhundert in Urkunden genannt. Die gesicherte Stammreihe beginnt 1287 mit Jehan Marconnay. Ein weiterer Jean de Marconnay war von 1342 bis 1359 Bischof von Maillezais und Melchior de Marconnay von 1607 bis 1618 Bischof von Saint-Brieuc. Das Geschlecht war in Poitou und in der Touraine begütert.
Die drei Söhne des Louis II. de Marconnay begründeten Mitte des 17. Jahrhunderts drei Linien, von denen aber nur die mittlere, von Louis III. de Marconnay abstammende, nach dem Edikt von Fontainebleau (18. Oktober 1685) in Frankreich verblieb. Sie erhielt später den französischen Marquis-Titel in der Primogenitur. Bereits 1856 erlosch dieser Zweig, noch ehe eine beabsichtigte Übertragung des Titels auf die jüngste, nun in Deutschland ansässige Linie Beaulieu-Marconnay, ausgeführt werden konnte.
Die von Gabriel de Marconnay gegründete älteste Linie wanderte in die Mark Brandenburg aus. Zu ihr gehörte Christian Louis von Marconnay, der noch in diplomatischen Diensten von Friedrich dem Großen stand und mit dessen Enkel 1801 auch diese Linie erlosch.
Die Nachkommen des jüngsten Sohnes Olivier I. de Marconnay, Seigneur de Beaulieu, besaßen in drei Generationen am Hof der Herzöge von Braunschweig-Lüneburg das Oberjägermeisteramt. Sie wurden als Barone Beaulieu-Marconnay anerkannt. Später traten Angehörige in oldenburgische und österreichische Dienste. Am 7. Dezember 1846 erfolgte eine großherzoglich-oldenburgische Bestätigung des Freiherrenstandes für Wilhelm Baron von Beaulieu-Marconnay, geheimer Rat und Oberschenk und am 31. Dezember 1846 eine österreichische Anerkennung des Freiherrntitels für Olivier Baron von Beaulieu-Marconnay. Ein weiterer bedeutender Vertreter dieser Linie war der in herzoglich-weimarischen Staats- und Hofdiensten stehende Karl Freiherr von Beaulieu-Marconnay. Er war Gesandter der thüringischen Staaten beim Bundestag und ein bedeutender Literaturhistoriker.
Zweige der Familie bestehen bis heute.

## Wappen
Das Wappen zeigt in Rot unter einem goldenen Schildhaupt, drei Fehpfähle mit gesenkten blauen Eisenhütchen in Silber. Auf dem Helm ist eine blau-gold-rot gewundene Binde (Helmwulst), darauf zwischen zwei silbernen Drachenflügeln der Rumpf eines goldenen Drachen, um dessen Hörner ein Band mit dem Feldruf „Chastillon“ gewunden ist (bei späteren Darstellungen). Die Helmdecken sind rechts rot-golden und links blau-golden.

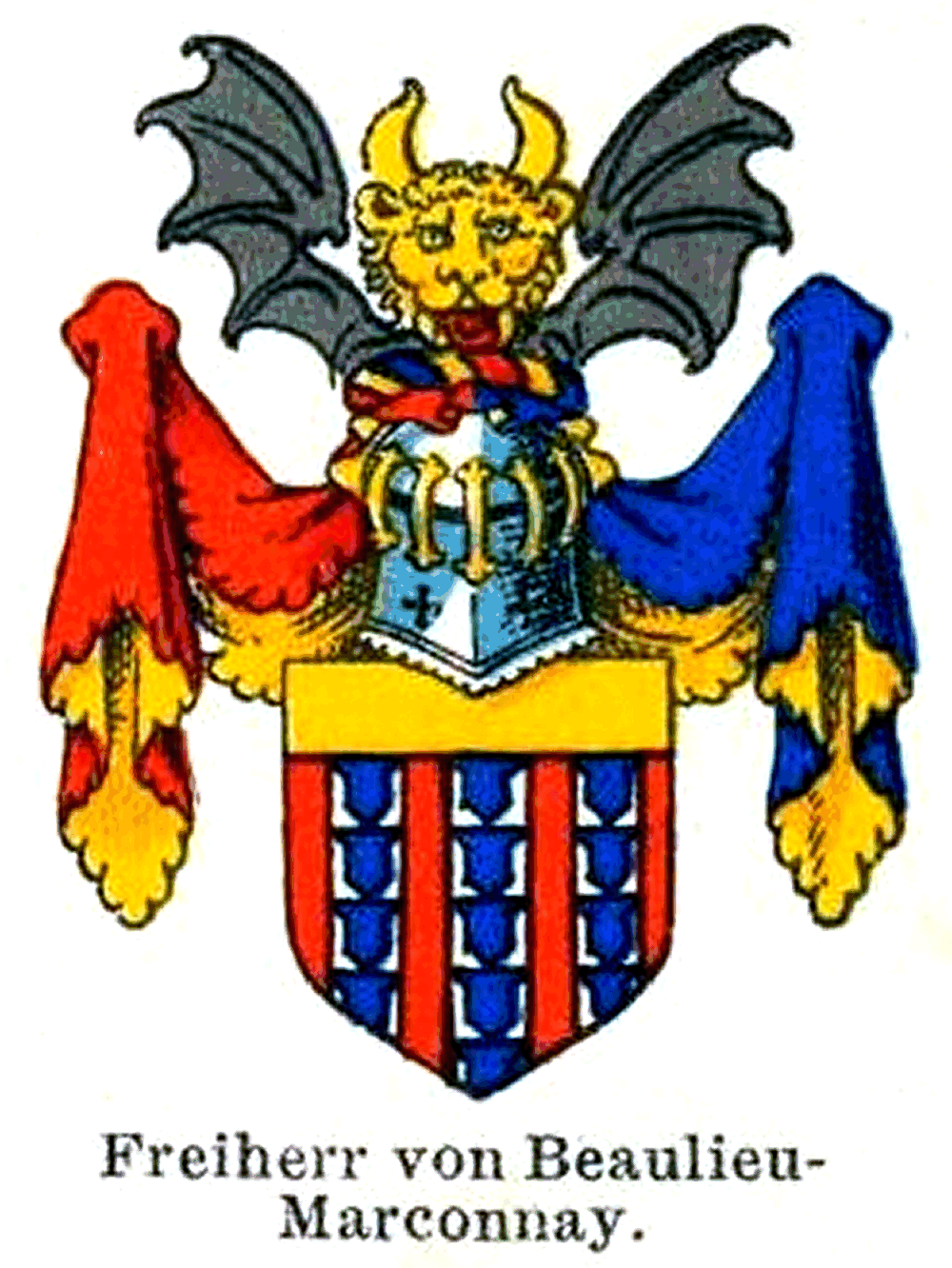
Wappendarstellung von Adolf Matthias Hildebrandt
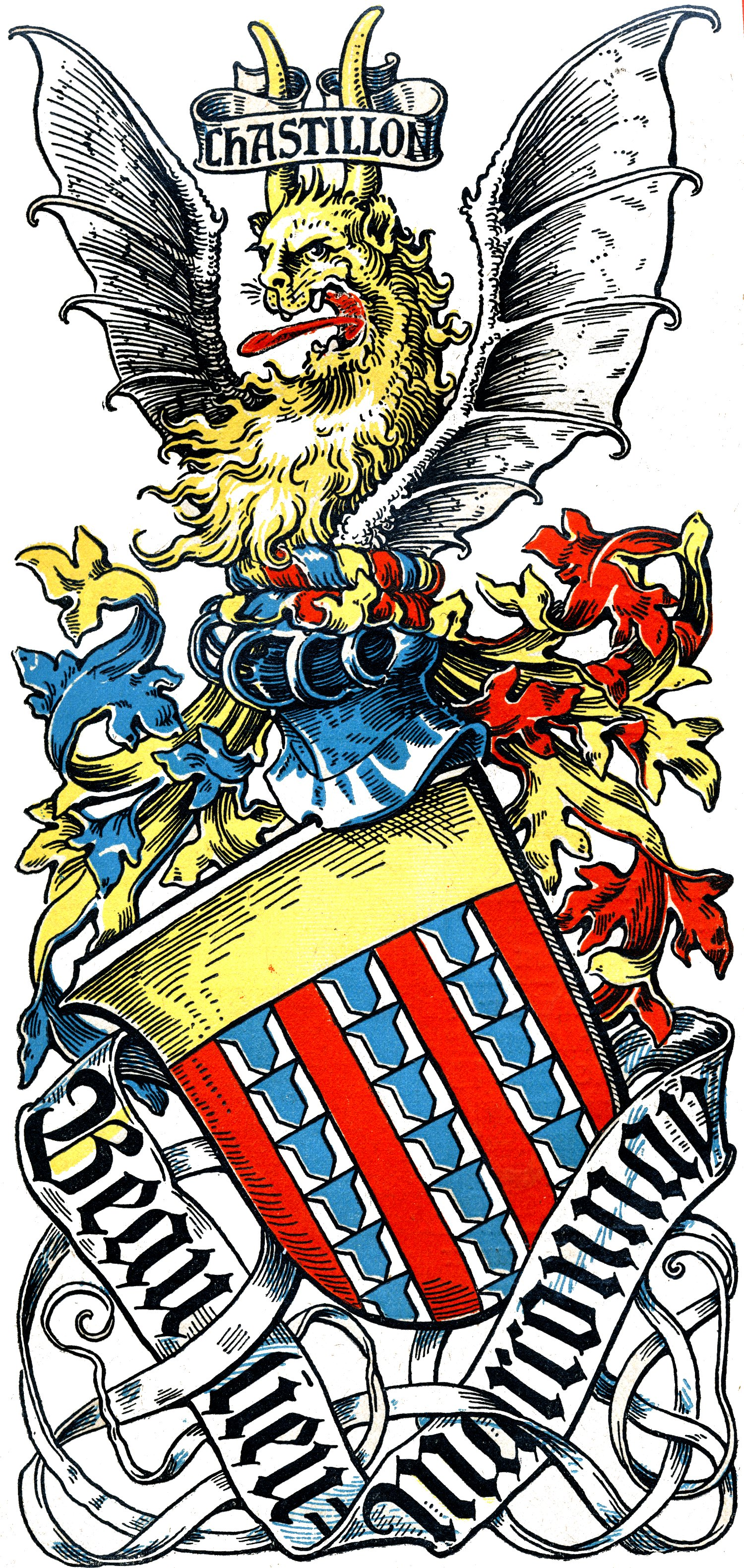
Wappengrafik von Otto Hupp im Münchener Kalender von 1921

## Bekannte Familienmitglieder
- Olivier von Beaulieu-Marconnay (1660–1751), hannoverischer Oberjägermeister,[2][3] Schwager der Eleonore d’Olbreuse, Herzogin von Braunschweig-Lüneburg
- Carl von Beaulieu-Marconnay (1777–1855),  hannoverischer General und Oberforstmann
- Jean-Pierre de Beaulieu (1725–1819), österreichischer General
- Wilhelm Ernst von Beaulieu-Marconnay (1786–1859), oldenburgischer Staatsmann
- Karl von Beaulieu-Marconnay (1811–1889), deutscher Diplomat und Schriftsteller
- Eugen von Beaulieu-Marconnay (1815–1898), deutscher Richter und Oberlandesgerichtspräsident in Oldenburg
- Edmund Ernst Carl Maria von Beaulieu-Marconnay (1817–1900), Stabsoffizier bei der Oldenburgischen Infanterie
- Wilhelm von Beaulieu-Marconnay (1848–1884), Richter und Politiker, Reichstagsmitglied
- Leo von Beaulieu-Marconnay (1848–1923), preußischer Oberst a. D.
- Olivier Karl von Beaulieu-Marconnay (1863–1945), deutscher Generalmajor
- Adolf Wilhelm von Beaulieu-Marconnay (1868–1943), deutscher Generalmajor
- Martha von Beaulieu-Marconnay (1894–1979), Schwester des nachgenannten Olivier von Beaulieu-Marconnay, und Gattin von Walter Stahr
- Olivier von Beaulieu-Marconnay (1898–1918), deutscher Jagdflieger
- Sigurd-Horstmar von Beaulieu-Marconnay (1900–1953), deutscher Oberst[4]

### Monographien
- Hans-Ullrich Kaether: Der Hildesheimer Ehrenbürger Carl von Beaulieu-Marconnay (1777–1855). Forstmann – Freiheitskämpfer – Philanthrop. in: Schriftenreihe des Stadtarchivs und der Stadtbibliothek Hildesheim, Band 39, Gebrüder Gerstenberg Verlag, Hildesheim 2021. ISBN 978-3-8067-8864-8.
- Carl von Beaulieu-Marconnay: Anna Amalia, Carl August und der Minister von Fritsch. 1874. Reprints erschienen. U. a. (Online-Ressource), Salzwasser Verlag, Paderborn 2013. ISBN 978-3-8460-2414-0.